# Blanchardoplia hirticula
Blanchardoplia hirticula är en skalbaggsart som beskrevs av Marc Lacroix 1998. Blanchardoplia hirticula ingår i släktet Blanchardoplia och familjen Melolonthidae. Inga underarter finns listade.